# Sebepercepce
Teorii sebepercepce vytvořil v roce 1967 americký sociální psycholog Daryl J. Bem. Sebepercepce je důležitou součástí lidského sebepojetí, tedy chápání sama sebe. Podle této teorie znalosti a informace o sobě získáváme stejným způsobem, jako o ostatních lidech. Pozorujeme vlastní chování a naše reakce na různé podněty. Dále si interpretujeme naše jednání stejně jako jednání druhých.

## Experimentální důkaz: Experiment s karikaturami
Účastníci výzkumu byli nejdříve tázáni jednoduché osobní otázky. Jejich rozhovor byl nahráván na diktafon. V instrukcích stálo, že když bude diktafon svítit oranžově, mají odpovídat pravdivě, při zelené barvě mají lhát. Dotazovaný se tedy naučil, že může věřit svým výrokům, pokud svítí oranžová, ale nikoli při barvě zelené. Takto došlo k lehké manipulaci s vlastní důvěryhodností. Druhým úkolem bylo označit různé karikatury za velmi zábavné či velmi nezábavné. Dotazování proběhlo znovu s diktafonem, ale barva světla neměla být zohledňována. Všechny zkoumané karikatury byly předem prozkoumány a označeny za neutrální, aby neovlivnily výsledek výzkumu. Přesně, jak hypotéza sebepercepce předpovídala, tak jedinci, kteří označili karikaturu za velmi zábavnou pod vlivem oranžového, tedy pravdivého světla, ji vnímali i po skončení dotazování jako zábavnější, než ti, kteří ji tak označili pod vlivem zeleného – lživého světla.